# Fossonothrus novaezelandiae
Fossonothrus novaezelandiae är en kvalsterart som beskrevs av Hammer 1966. Fossonothrus novaezelandiae ingår i släktet Fossonothrus och familjen Malaconothridae. Inga underarter finns listade i Catalogue of Life.